# Bahnhof West Ruislip

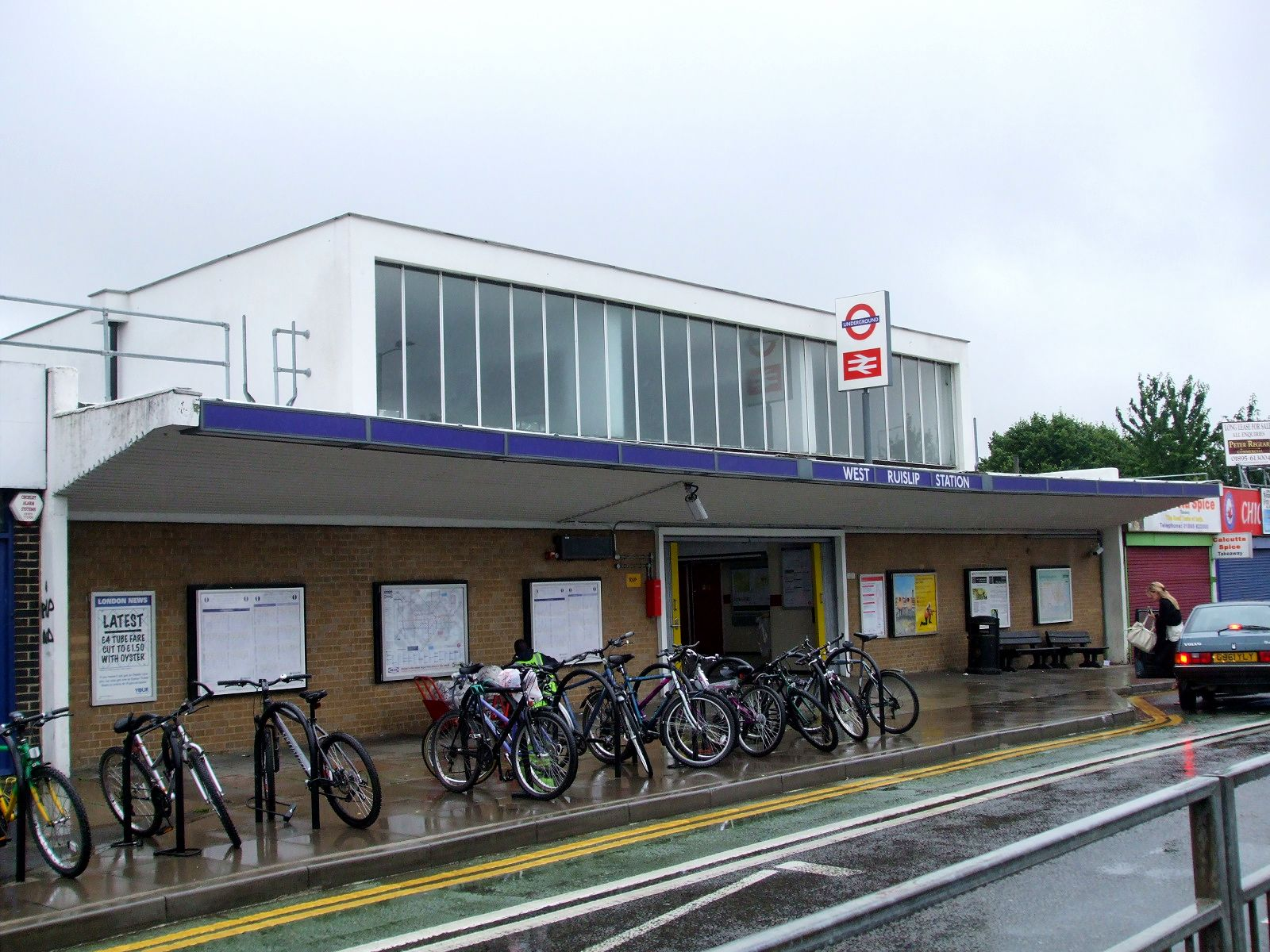
Stationsgebäude

West Ruislip ist ein Bahnhof im Stadtbezirk London Borough of Hillingdon. Er liegt in der Travelcard-Tarifzone 6 an der Ickenham Road und wird von Zügen der Bahngesellschaft Chiltern Railways bedient, die vom Londoner Bahnhof Marylebone aus über High Wycombe nach Birmingham verkehren. West Ruislip ist auch die nordwestliche Endstation der Central Line der London Underground. Im Jahr 2011 zählte die U-Bahn 1,60 Millionen Fahrgäste, die Eisenbahn 0,344 Millionen.

## Anlage

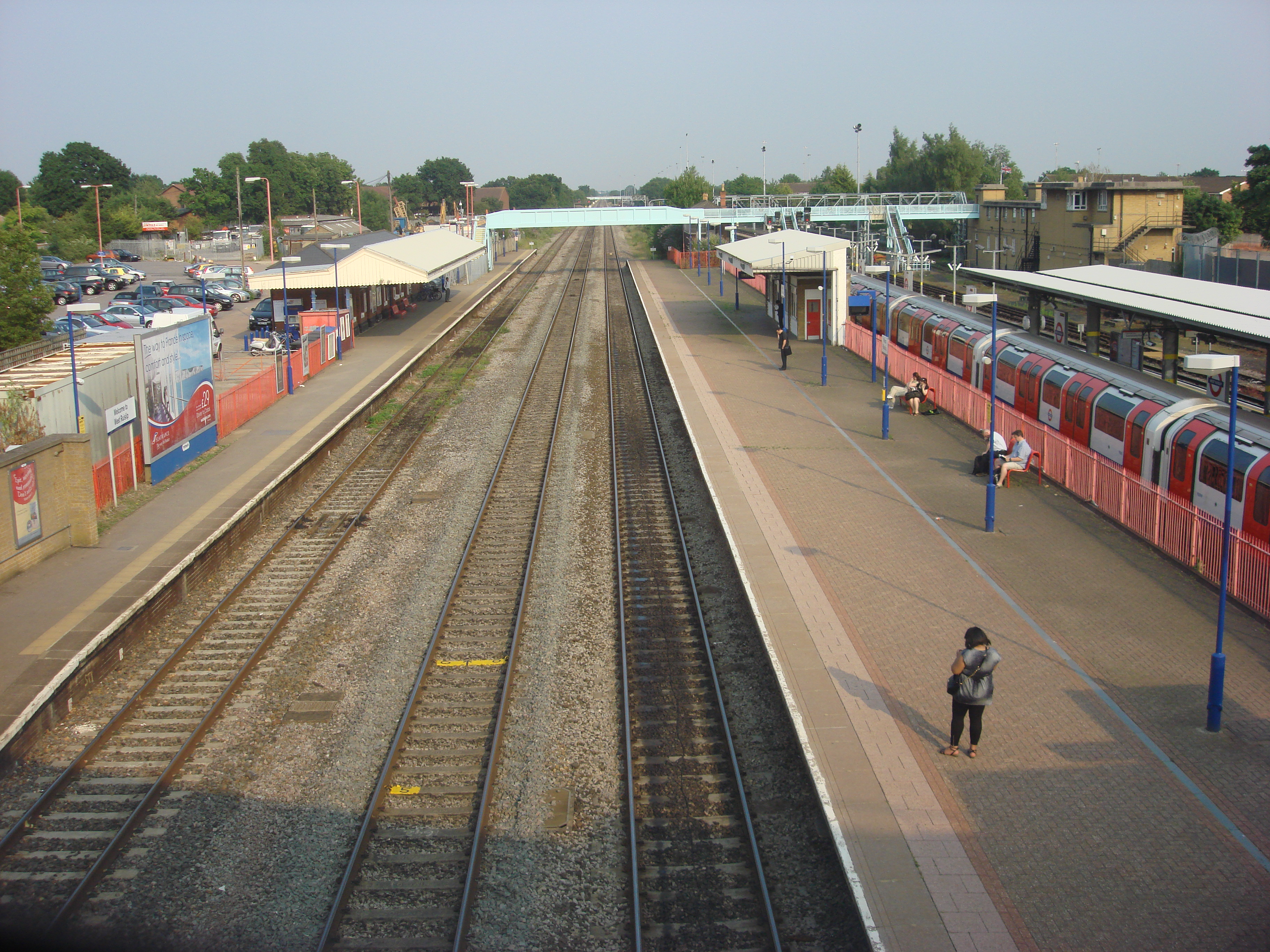
Bahnsteige

Die Gleise liegen in Ost-West-Richtung in einem Einschnitt. Das Bahnhofsgebäude bildet einen Teil der Straßenbrücke am westlichen Ende der Bahnsteige, auf der Nordseite befindet sich ein weiterer Eingang. Das südlichste Gleis ist nicht elektrifiziert und dient als Zufahrt von der Eisenbahnlinie zur Underground-Betriebswerkstatt einen Kilometer östlich des Bahnhofs. In der Mitte der Anlage liegen die Gleise der Central Line, im Norden jene der Eisenbahn.

## Geschichte
Eröffnet wurde der Bahnhof am 2. April 1906 unter dem Namen Ruislip & Ickenham, als die Great Western Railway und die Great Central Railway die gemeinsam betriebene Great Western and Great Central Joint Railway (GW&GCJR) in Richtung High Wycombe in Betrieb nahmen. Im Rahmen des 1935 beschlossenen New Works Programme des London Passenger Transport Board (LPTB) wurde nach dem Ende des Zweiten Weltkriegs eine zusätzliche Doppelspur entlang der GW&GCJR verlegt, um den U-Bahn-Betrieb von North Acton her zu ermöglichen. Die Central Line befuhr die Strecke ab dem 21. November 1948. Am 30. Juni 1947 erhielt der Bahnhof den neuen Namen West Ruislip (for Ickenham), der Klammerzusatz fiel jedoch bald weg.
Ursprünglich hatte der LPTB geplant, die Central Line weiter in Richtung Westen nach Denham zu führen, mit einer Zwischenstation an der Harefield Road. 1947 erklärte jedoch die britische Regierung einen Landstreifen von 5 bis 10 Kilometern Breite rund um den Ballungsraum von London zum Grüngürtel, um die weitere Zersiedelung zu bremsen. Da keine weitere Bautätigkeit um Denham zu erwarten war, entfiel die Notwendigkeit für die Verlängerung der Central Line.